# Чемпіонат УРСР з футболу серед КФК 1967
Чемпіонат УРСР серед колективів фізичної культури 1967 проходив  у 6 зонах, участь у змаганнях брали 28 клубів.

## Зональний турнір

### 1 зона
Підсумкова таблиця
| М  | Команда                  |
| -- | ------------------------ |
| 1. | «Металіст» (Севастополь) |
| 2. | «Текстильник» (Херсон)   |
| 3. | «Зеніт» (Миколаїв)       |
| 4. | «Авангард» (Керч)        |
| 5. | «Молот» (Євпаторія)      |

### 2 зона
Підсумкова таблиця
| М  | Команда                |
| -- | ---------------------- |
| 1. | «Приладист» (Мукачеве) |
| 2. | «Хімік» (Калуш)        |
| 3. | «Локомотив» (Ковель)   |
| 4. | «Вимірювач» (Львів)    |

### 3 зона
Підсумкова таблиця
| М  | Команда                 |
| -- | ----------------------- |
| 1. | «Авангард» (Ровеньки)   |
| 2. | «Харчовик» (Суми)       |
| 3. | «Локомотив» (Куп'янськ) |
| 4. | «Супутник» (Полтава)    |

### 4 зона
Підсумкова таблиця
| М  | Команда                           |
| -- | --------------------------------- |
| 1. | «Колгоспник» (Бучач)              |
| 2. | «Авангард» (Прилуки)              |
| 3. | «Поділля» (Кам'янець-Подільський) |
| 4. | «Автомобіліст» (Біла Церква)      |
| 5. | «Авангард» (Новоград-Волинський)  |

### 5 зона
Підсумкова таблиця
| М  | Команда                   |
| -- | ------------------------- |
| 1. | «Авангард» (Вільногірськ) |
| 2. | «Титан» (Запоріжжя)       |
| 3. | «Локомотив» (Сміла)       |
| 4. | «Шахтар» (Донецьк)        |
| 5. | «Спартак» (Кіровоград)    |

### 6 зона
Підсумкова таблиця
| М  | Команда                              |
| -- | ------------------------------------ |
| 1. | «Темп» (Київ)                        |
| 2. | «Колгоспник» (Гаєве, Вінницька обл.) |
| 3. | «Таксомотор» (Одеса)                 |
| 4. | «Текстильник» (Рівне)                |
| 5. | «Схід» (Чернівці)                    |

## Фінальний турнір КФК
| М  | Команда                   | І | В | Н | П | М   | О |
| -- | ------------------------- | - | - | - | - | --- | - |
| 1. | «Авангард» (Ровеньки)     | 5 | 3 | 1 | 1 | 5:1 | 7 |
| 2. | «Авангард» (Вільногірськ) | 5 | 3 | 1 | 1 | 5:2 | 7 |
| 3. | «Темп» (Київ)             | 5 | 2 | 1 | 2 | 7:2 | 5 |
| 4. | «Колгоспник» (Бучач)      | 5 | 2 | 1 | 2 | 3:3 | 5 |
| 5. | «Приладист» (Мукачеве)    | 5 | 2 | 1 | 2 | 3:8 | 5 |
| 6. | «Металіст» (Севастополь)  | 5 | 0 | 1 | 4 | 1:8 | 1 |